# Міра ірраціональності
Міра ірраціональності дійсного числа {\displaystyle \alpha } — це дійсне число {\displaystyle \mu }, що показує, наскільки добре {\displaystyle \alpha } можна наблизити раціональними числами.

## Визначення
Нехай {\displaystyle \alpha } — дійсне число, і нехай {\displaystyle M(\alpha )} — множина всіх чисел {\displaystyle \mu } таких, що нерівність {\displaystyle 0<\left|\alpha -{\frac {p}{q}}\right|<{\frac {1}{q^{\mu }}}} має лише скінченне число розв'язків у цілих числах {\displaystyle p} і {\displaystyle q>0}:
{\displaystyle M(\alpha )=\left\{\mu >0\colon (\exists q_{0}=q_{0}(\mu ,\;\alpha ))\;(\forall p,\;q\in \mathbb {Z} )\;q>q_{0}\Rightarrow \left|\alpha -{\frac {p}{q}}\right|>{\frac {1}{q^{\mu }}}\lor \left|\alpha -{\frac {p}{q}}\right|=0\right\}.}
Тоді міра ірраціональності {\displaystyle \mu (\alpha )} числа {\displaystyle \alpha } визначається як точна нижня грань {\displaystyle M(\alpha )}:
{\displaystyle \mu (\alpha )=\inf M(\alpha ).}
Якщо {\displaystyle M(\alpha )=\varnothing }, то вважають {\displaystyle \mu (\alpha )=+\infty }.
Іншими словами, {\displaystyle \mu } — найменше число, таке, що для будь-якого {\displaystyle \varepsilon >0} для всіх раціональних наближень {\displaystyle {\frac {p}{q}}} з досить великим знаменником {\displaystyle \left|\alpha -{\frac {p}{q}}\right|>{\frac {1}{q^{\mu +\varepsilon }}}}.

## Можливі значення міри ірраціональності
- {\displaystyle \mu (\alpha )=1} тоді й лише тоді, коли {\displaystyle \alpha } — раціональне число.
- Якщо {\displaystyle \alpha } — алгебричне ірраціональне число, то {\displaystyle \mu (\alpha )=2}.
- Якщо {\displaystyle \alpha } — трансцендентне число, то {\displaystyle \mu (\alpha )\geqslant 2}. Зокрема, якщо {\displaystyle \mu (\alpha )=+\infty }, то число {\displaystyle \alpha } називають числом Ліувілля.

## Зв'язок з ланцюговими дробами
Якщо {\displaystyle \alpha =[a_{0};\;a_{1},\;a_{2},\;\ldots ]} — розклад числа {\displaystyle \alpha } в ланцюговий дріб, і {\displaystyle {\frac {p_{n}}{q_{n}}}} — {\displaystyle n}-а відповідний ланцюговий дріб, то
{\displaystyle \mu (\alpha )=1+\limsup \limits _{n\to +\infty }{\frac {\ln q_{n+1}}{\ln q_{n}}}=2+\limsup \limits _{n\to +\infty }{\frac {\ln a_{n+1}}{\ln q_{n}}}.}
За допомогою цієї формули особливо легко знайти міру ірраціональності для квадратичних ірраціональностей, оскільки розклади їх у ланцюгові дроби періодичні. Наприклад, для золотого перетину {\displaystyle \varphi =[1;\;1,\;1,\;\ldots ]}, і тоді {\displaystyle \mu (\varphi )=2}.

## Теорема Туе— Зігеля— Рота
За лемою Діріхле, якщо {\displaystyle \alpha } ірраціональні, то для будь-якого цілого q знайдеться ціле p таке, що {\displaystyle \left|\alpha -{\frac {p}{q}}\right|<{\frac {1}{q^{2}}}}, тобто {\displaystyle \mu (\alpha )\geqslant 2}. 1844 року Ліувілль довів теорему про те, що для будь-якого алгебричного числа {\displaystyle \alpha } мірою {\displaystyle n} можна підібрати константу {\displaystyle c=c(\alpha )} таку, що {\displaystyle \left|\alpha -{\frac {p}{q}}\right|\geqslant {\frac {c}{q^{n}}}}. 1908 року Туе посилив цю оцінку. Подальші результати в цьому напрямку отримали Зігель, Дайсон, Гельфонд, Шнайдер. Найточнішу оцінку довів Рот у 1955 році. Отриману теорему називають теоремою Туе — Зігеля — Рота. Вона стверджує, що якщо {\displaystyle \alpha } — алгебричне ірраціональне число, то {\displaystyle \mu (\alpha )=2}. Рот за її доведення отримав філдсівську премію.

## Міра ірраціональності деяких трансцендентних чисел
Для майже всіх трансцендентних чисел міра ірраціональності дорівнює 2. Добре відомо, що {\displaystyle \mu \left(e\right)=2}, а також відомі числа Ліувілля, які за визначенням мають нескінченну міру ірраціональності. Однак для багатьох інших трансцендентних констант міра ірраціональності невідома, в кращому випадку, відома деяка оцінка зверху. Наприклад:
- {\displaystyle \mu \left(e\right)=2}
- {\displaystyle \mu \left(\pi \right)\leqslant 7{,}103205334137}[1]
- {\displaystyle \mu \left(\pi ^{2}\right)\leqslant 5{,}162857}[2]
- {\displaystyle \mu \left({\frac {\pi }{\sqrt {3}}}\right)\leqslant 4{,}230464}[3]
- {\displaystyle \mu \left(\ln 2\right)\leqslant 3{,}57455391}
- {\displaystyle \mu \left(\zeta \left(3\right)\right)\leqslant 5{,}513891}